# Teresópolis
Teresópolis (tiếng Bồ Đào Nha: Município de Teresópolis / Hạt Teresópolis, phát âm: Mu-ni-xí-pi-ô đê Tê-rê-xố-pô-li-xơ) là một tiểu đô thị thuộc bang Rio de Janeiro, Brasil. Đô thị có diện tích 770,507 km², dân số năm 2007 đạt 150.921 người, mật độ 195,9 người/km². Địa điểm này được biết đến là trụ sở của Đội tuyển bóng đá quốc gia Brasil.

## Danh thắng

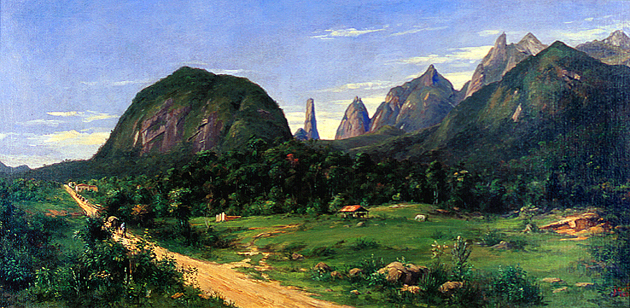
Teresópolis năm 1885
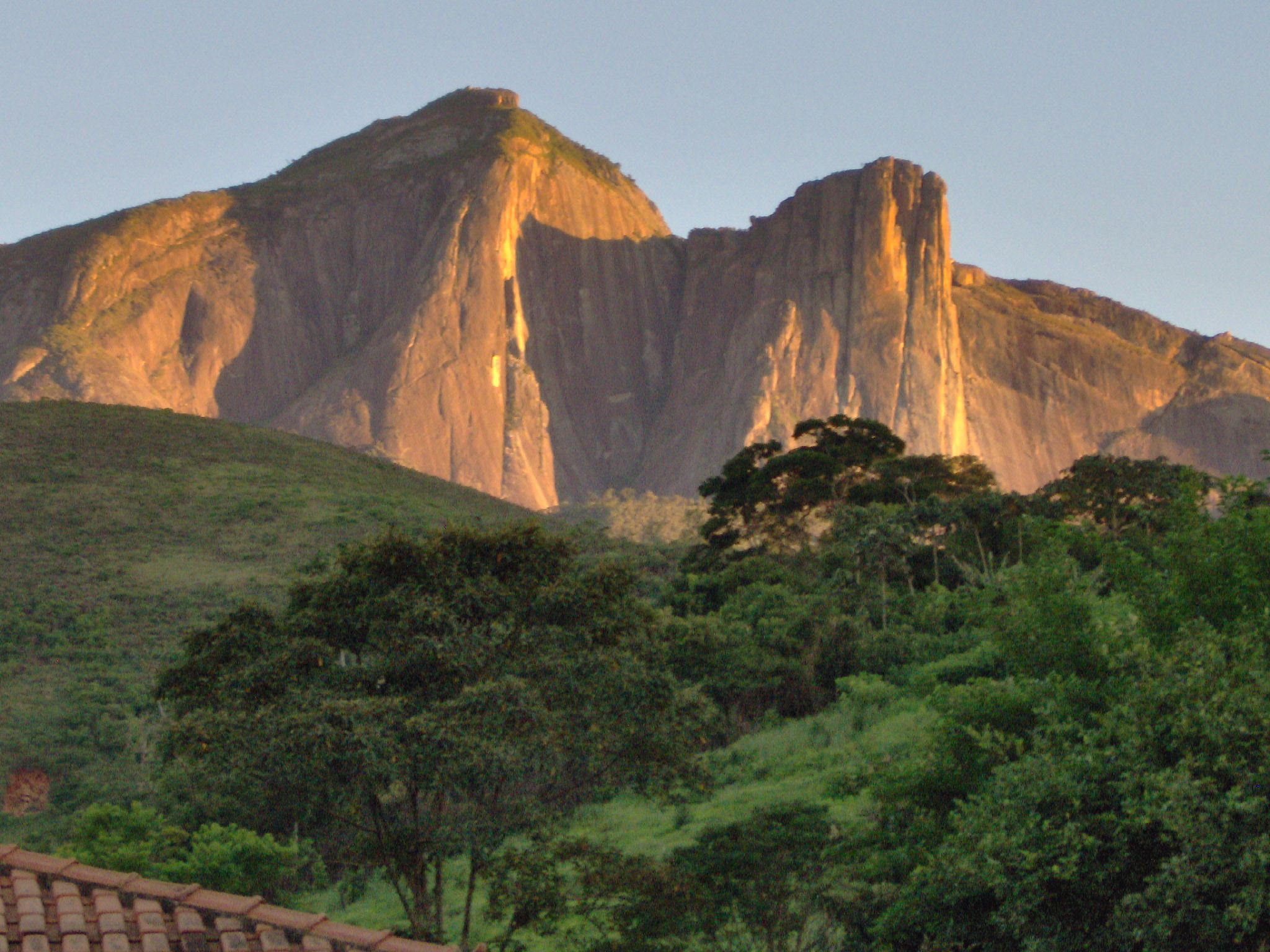
Torres de Bonsucesso
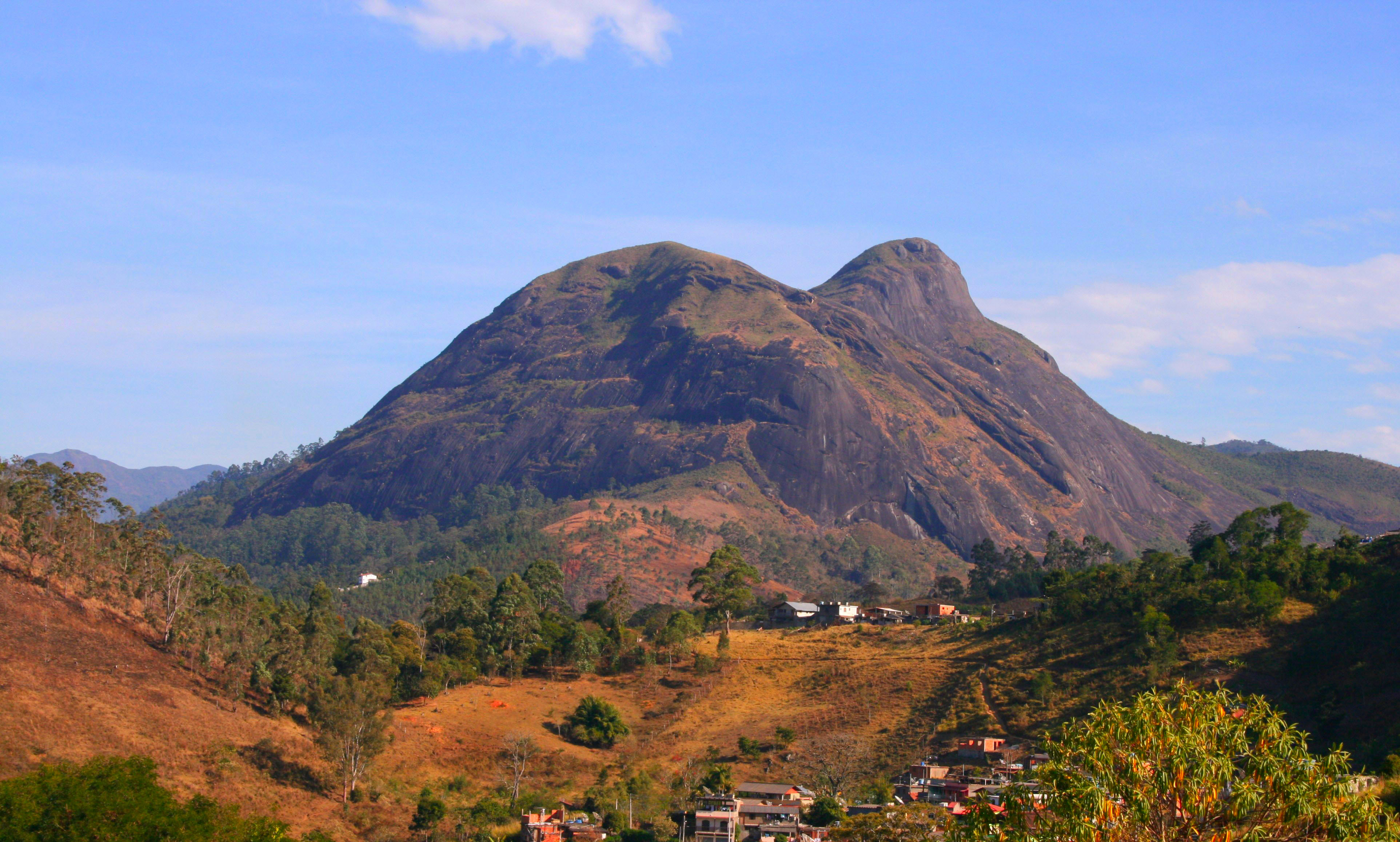
Turtle's Stone
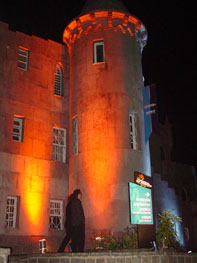
Montebello Medieval Castle
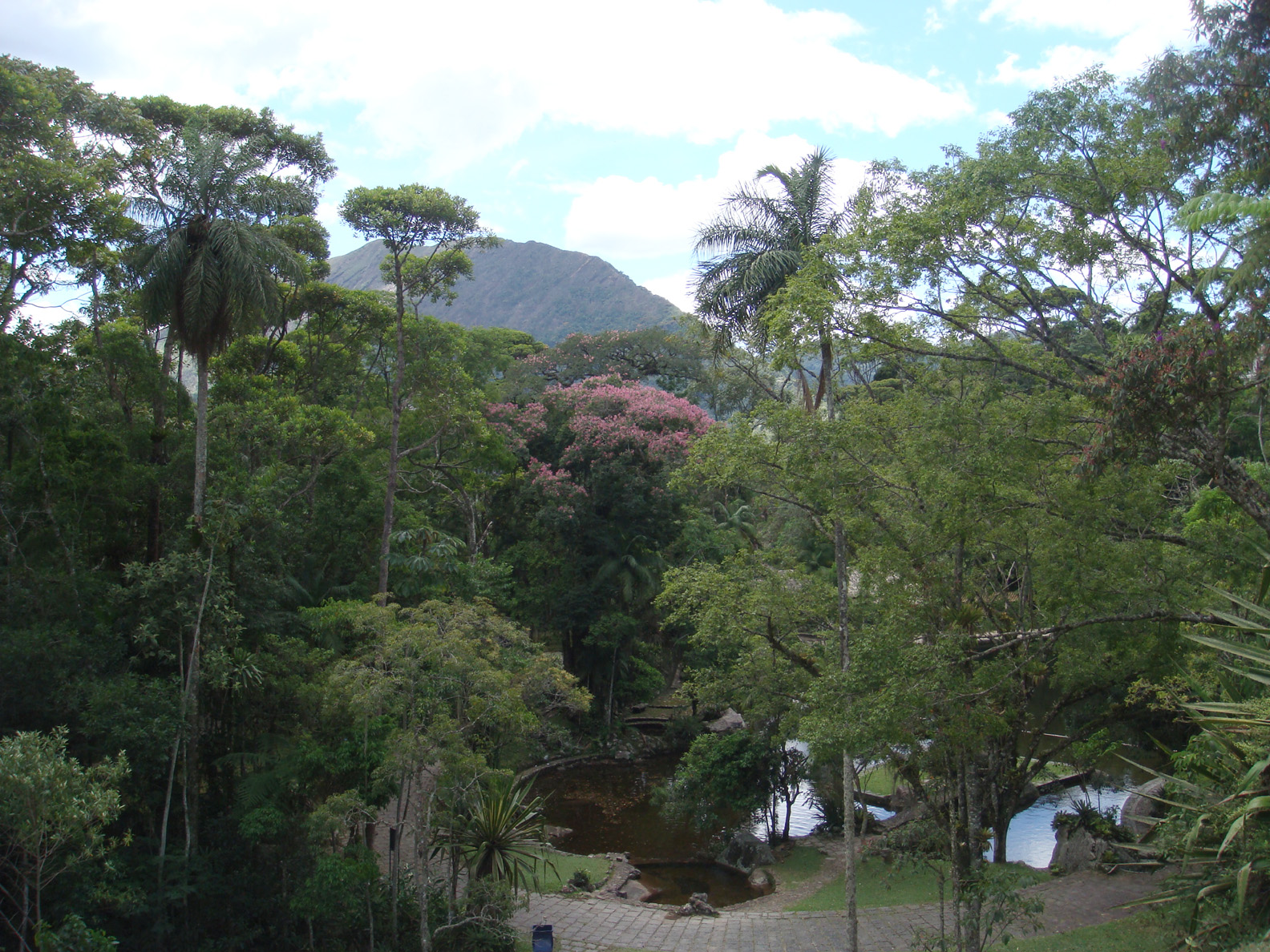
"Serra dos Órgãos" National Park
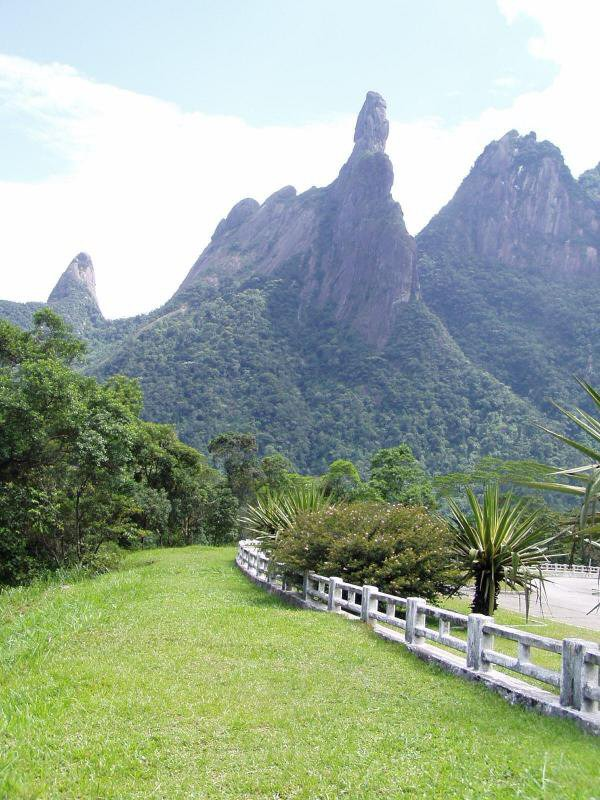
Dedo de Deus
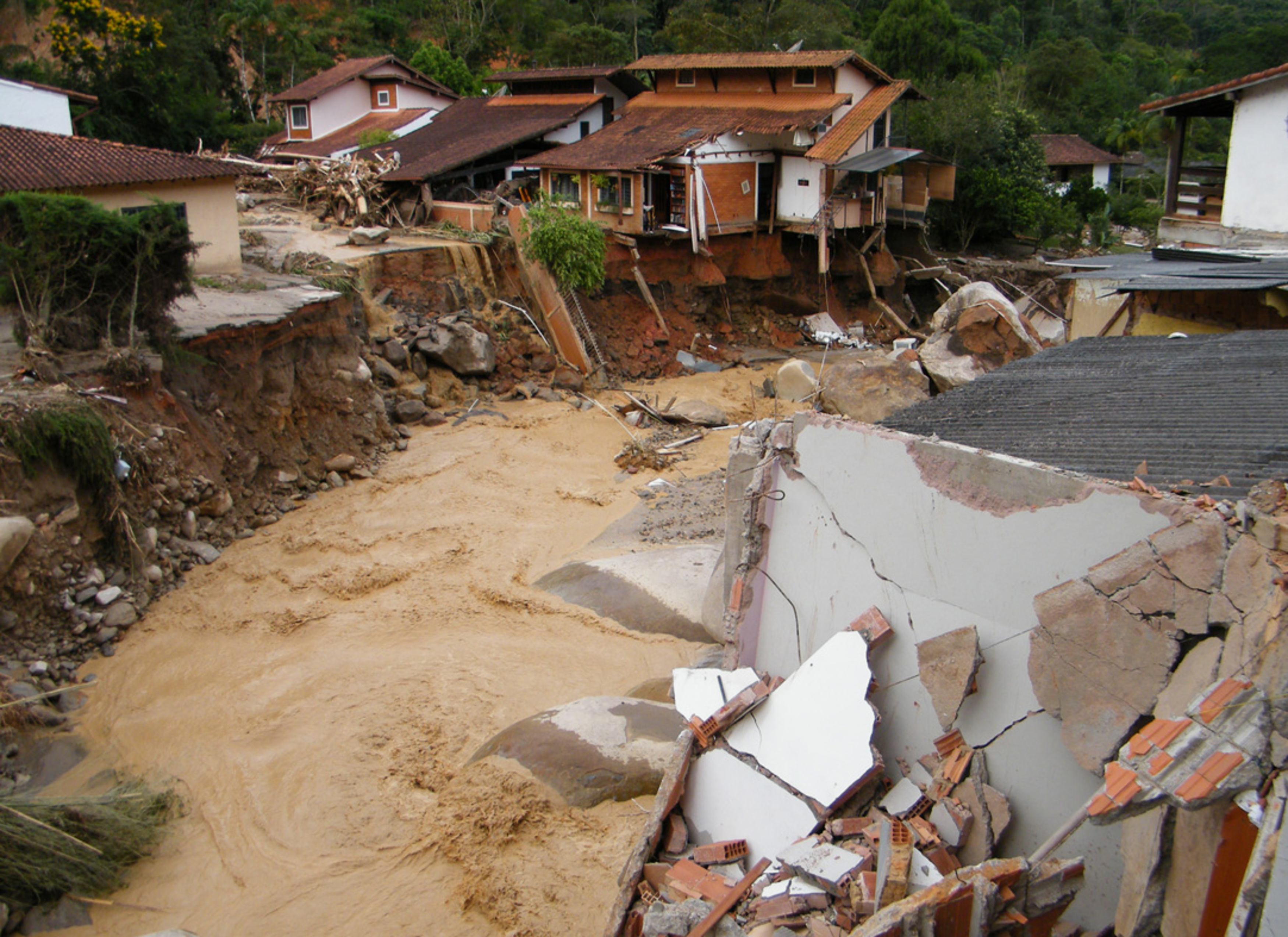
Teresópolis during the January 2011 Rio de Janeiro floods and mudslides, which killed 382 people in the municipality and at least 610 altogether.
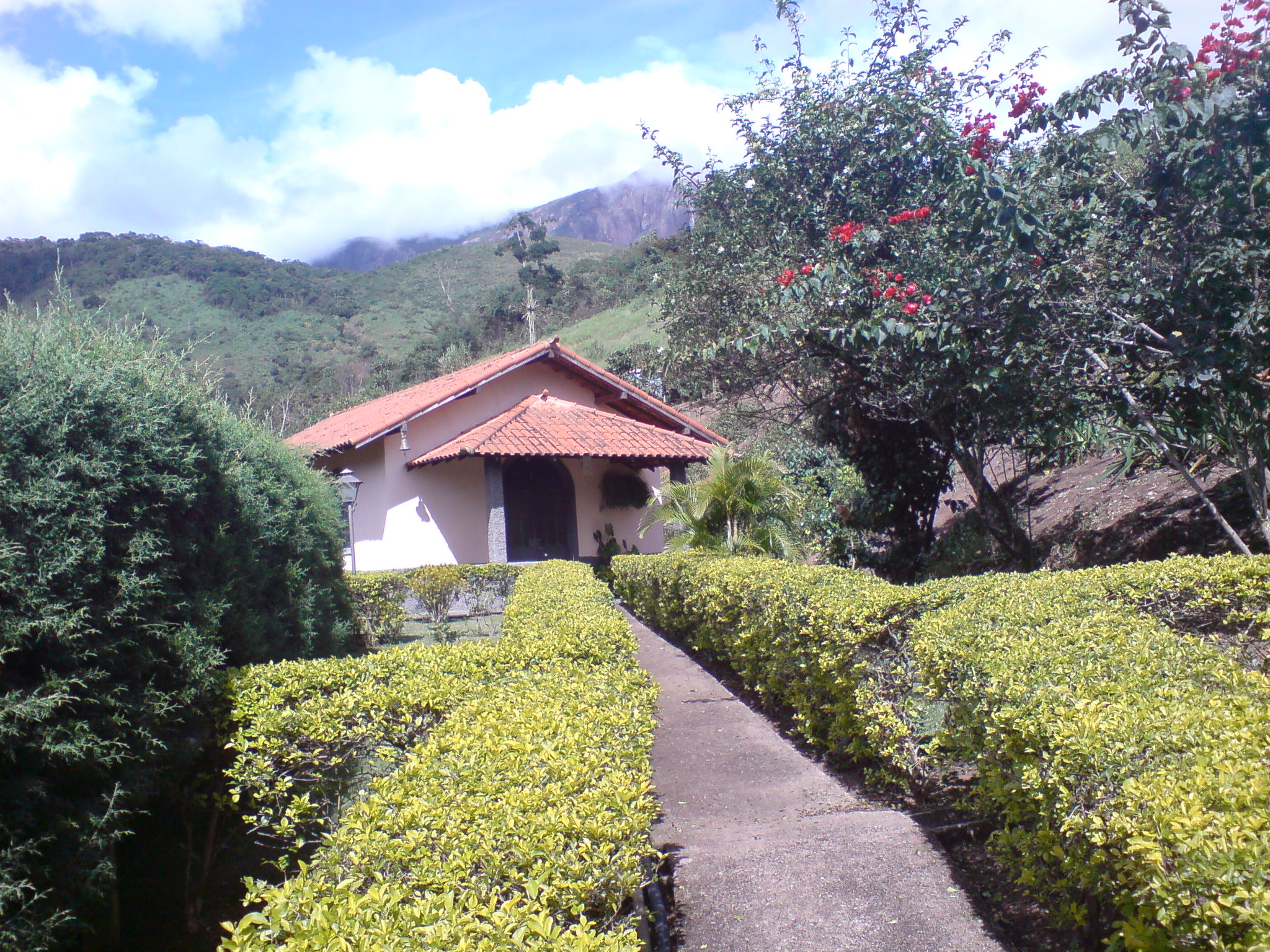
Chapel of Our Lady of Fatima
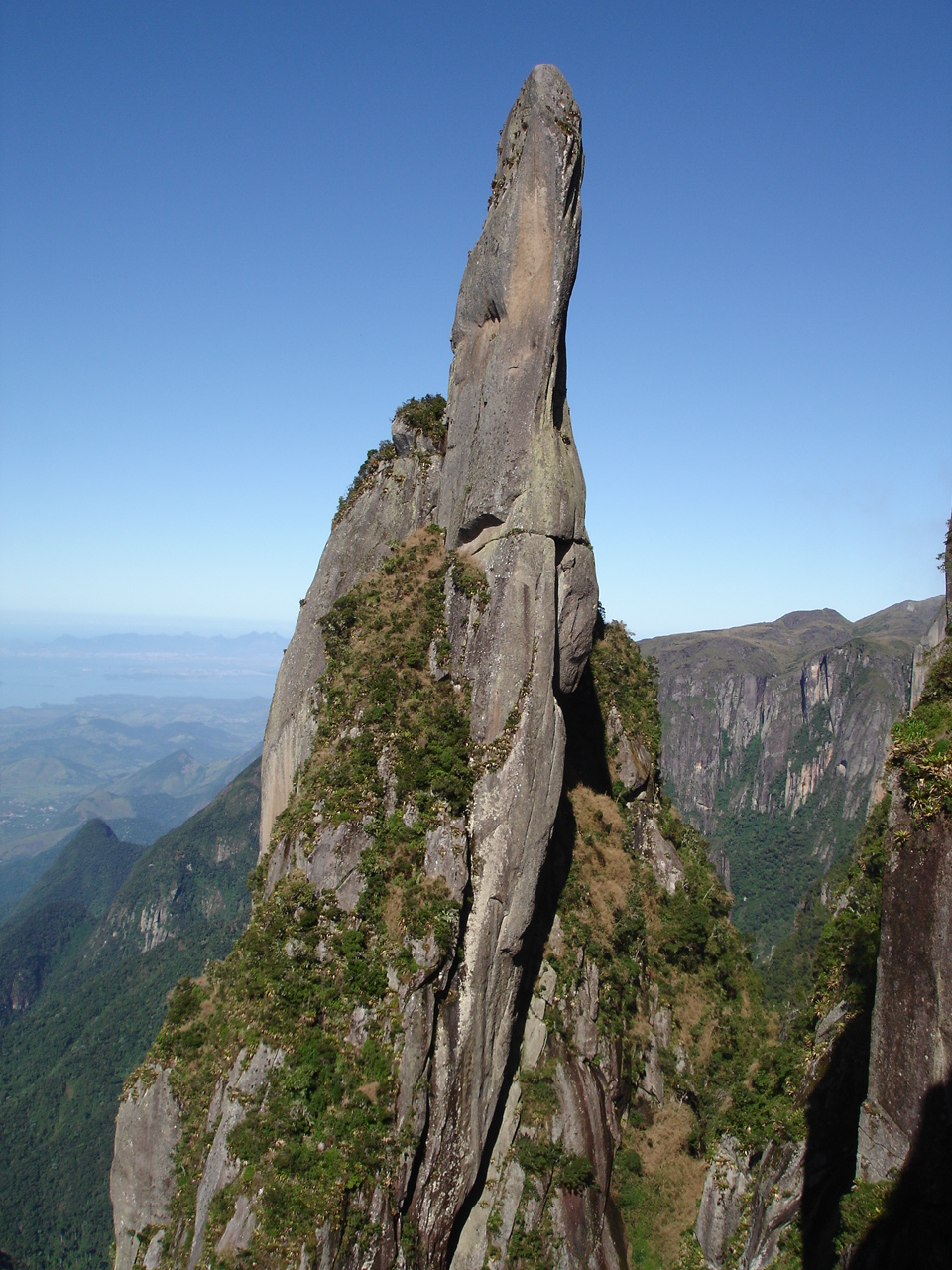
Devil's Needle
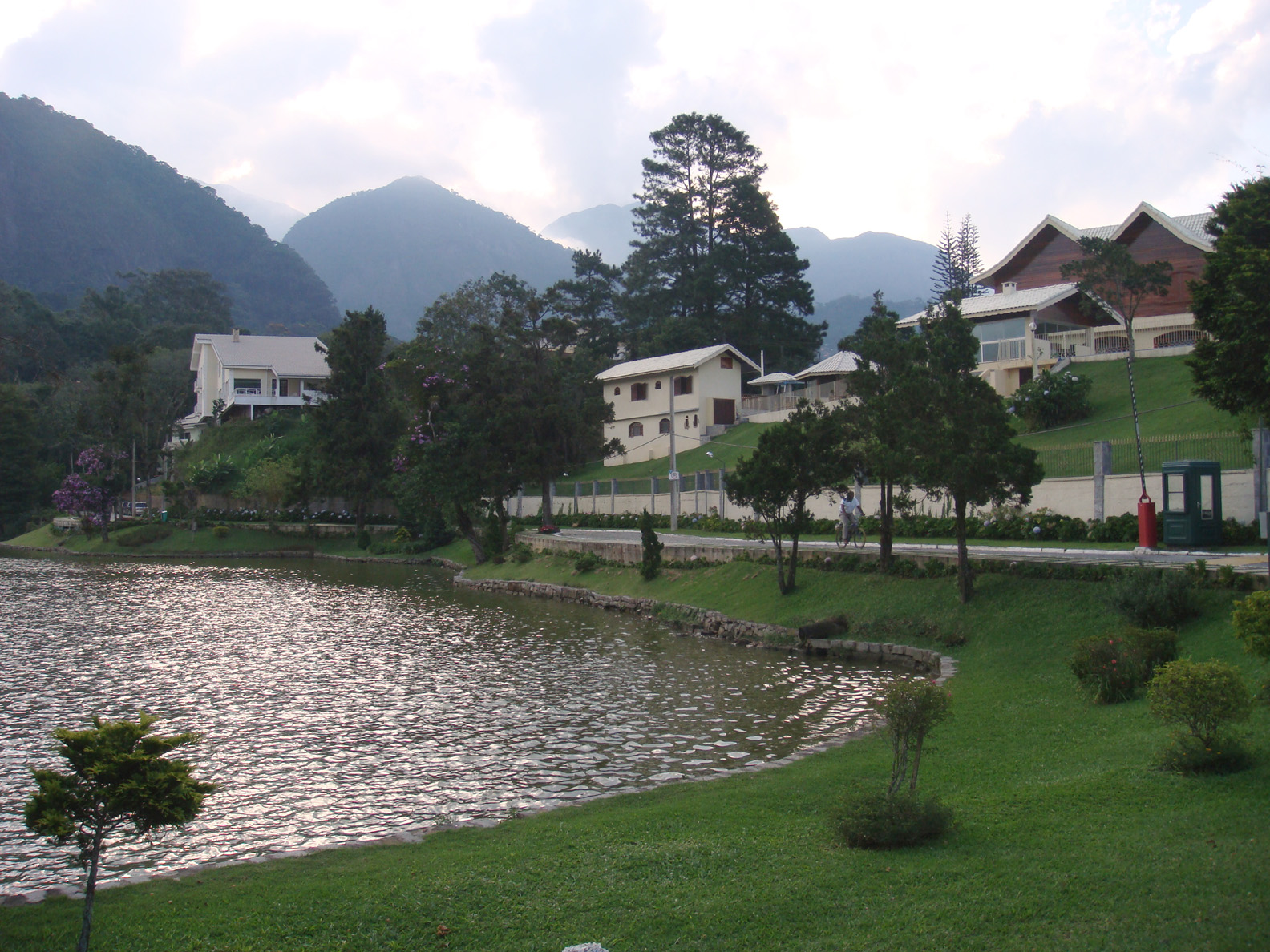
Comary Lake
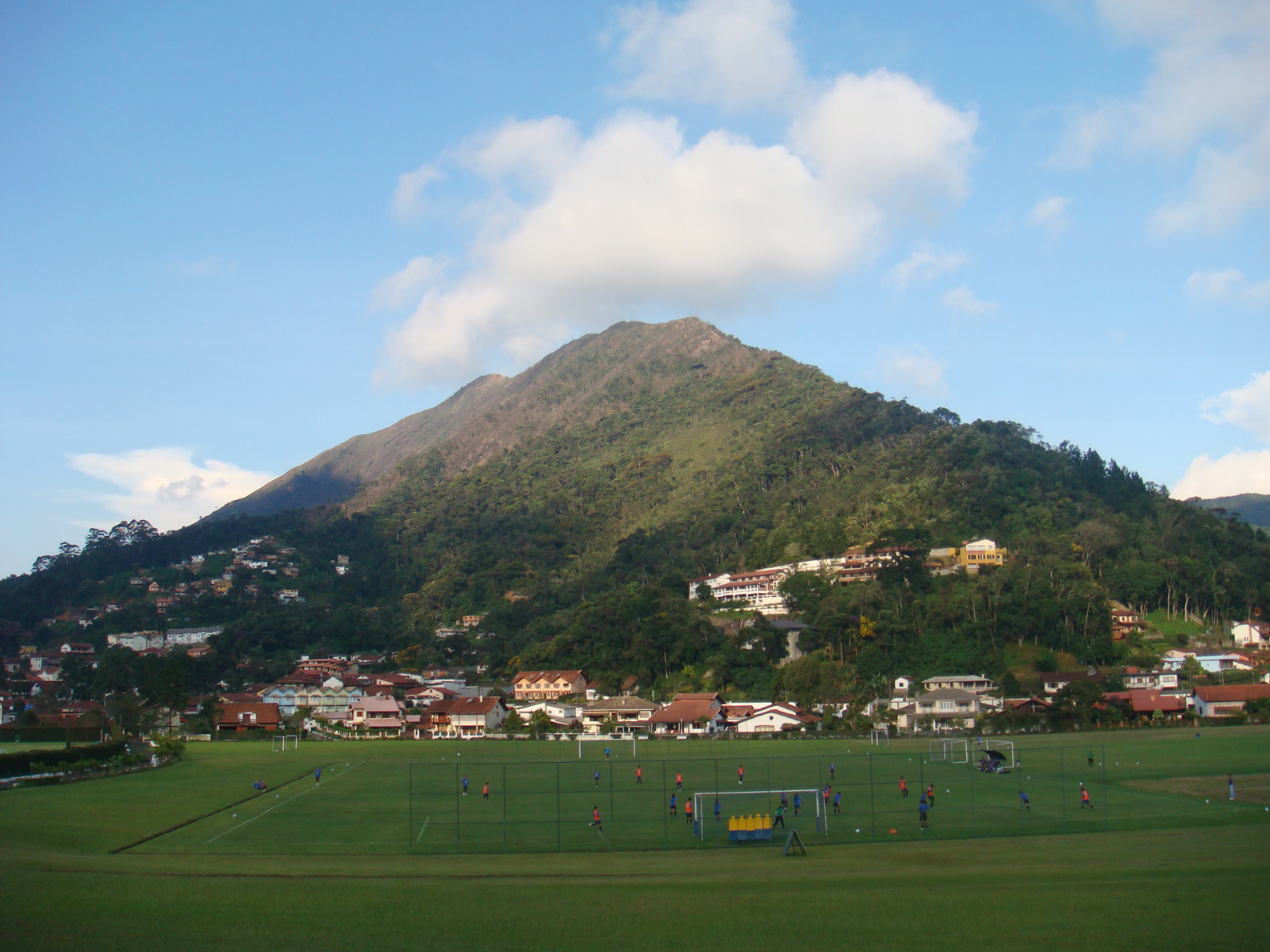
Granja Comary, The Brazilian Football Confederation's training center.
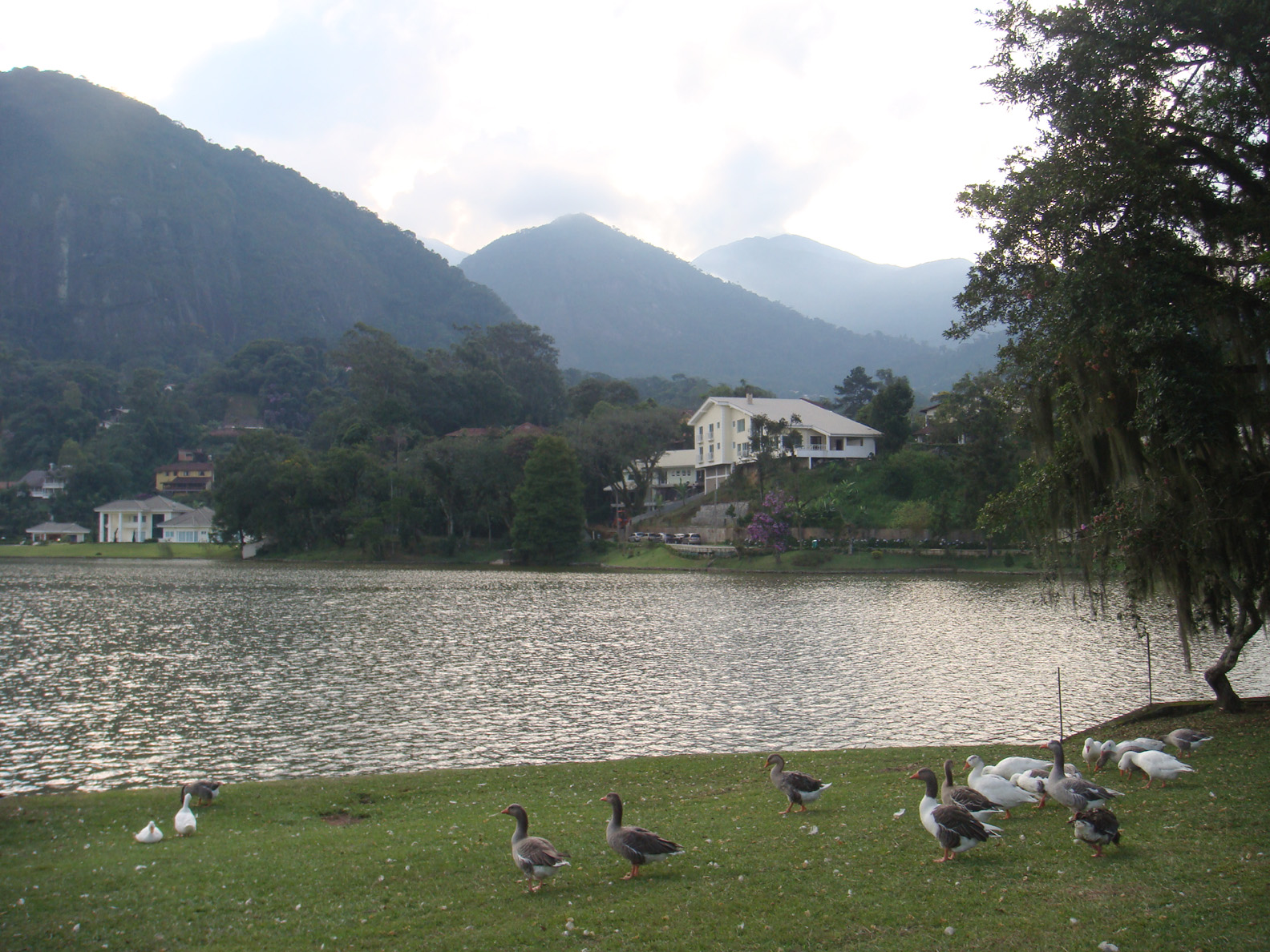
Comary Lake
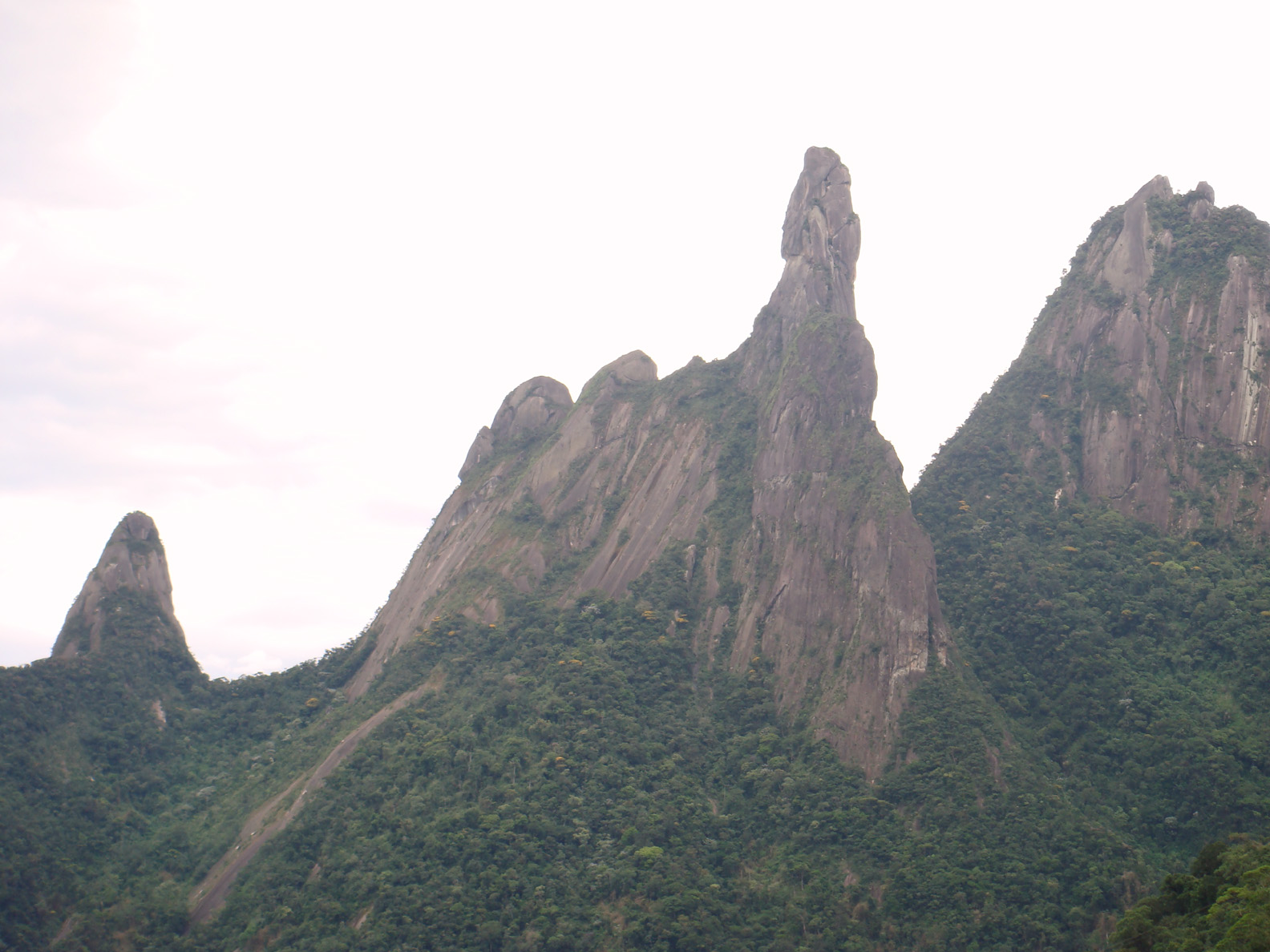
The Dedo de Deus (God's Finger).
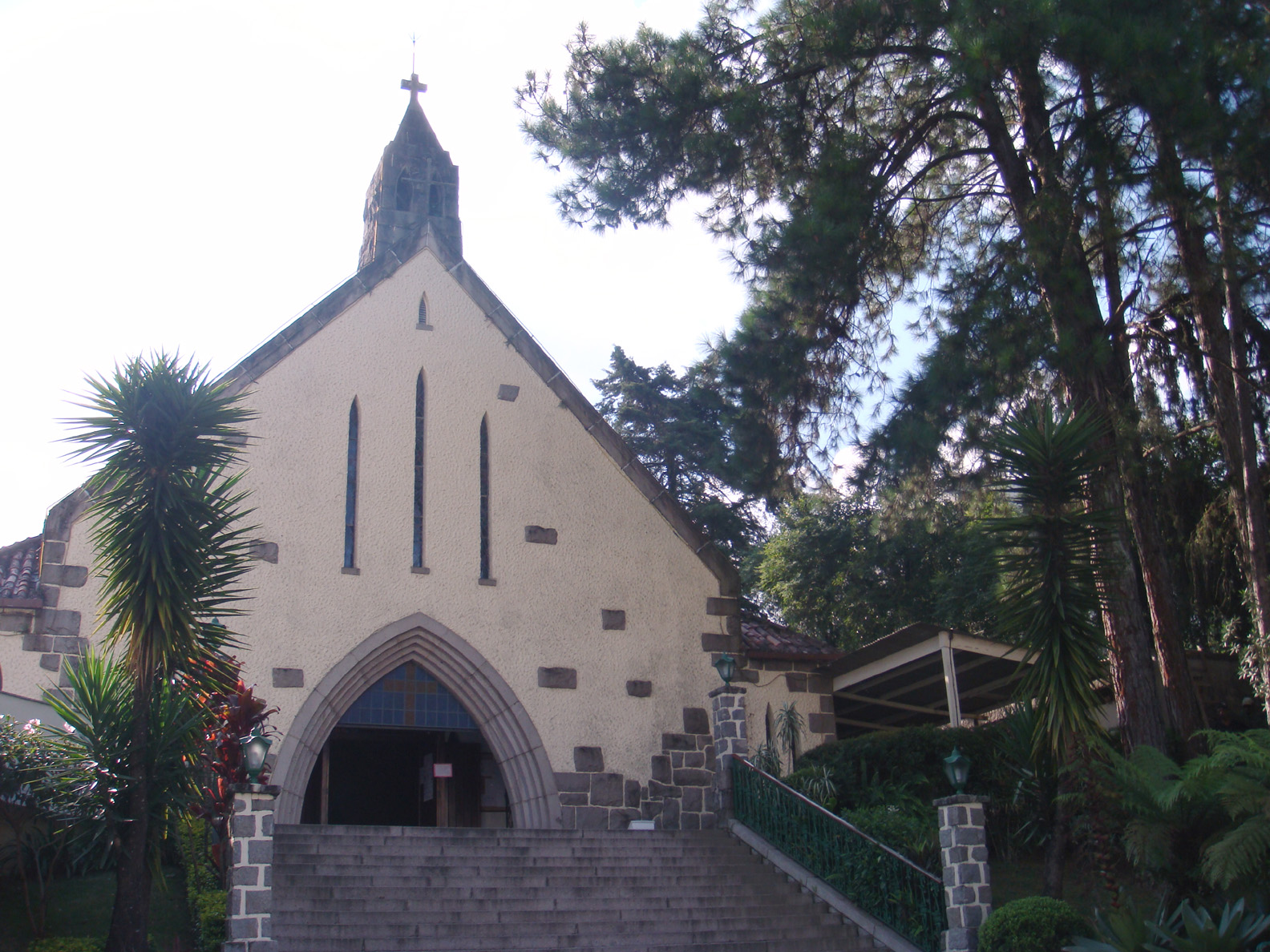
Santo Antônio (Saint Anthony of Padua) Church
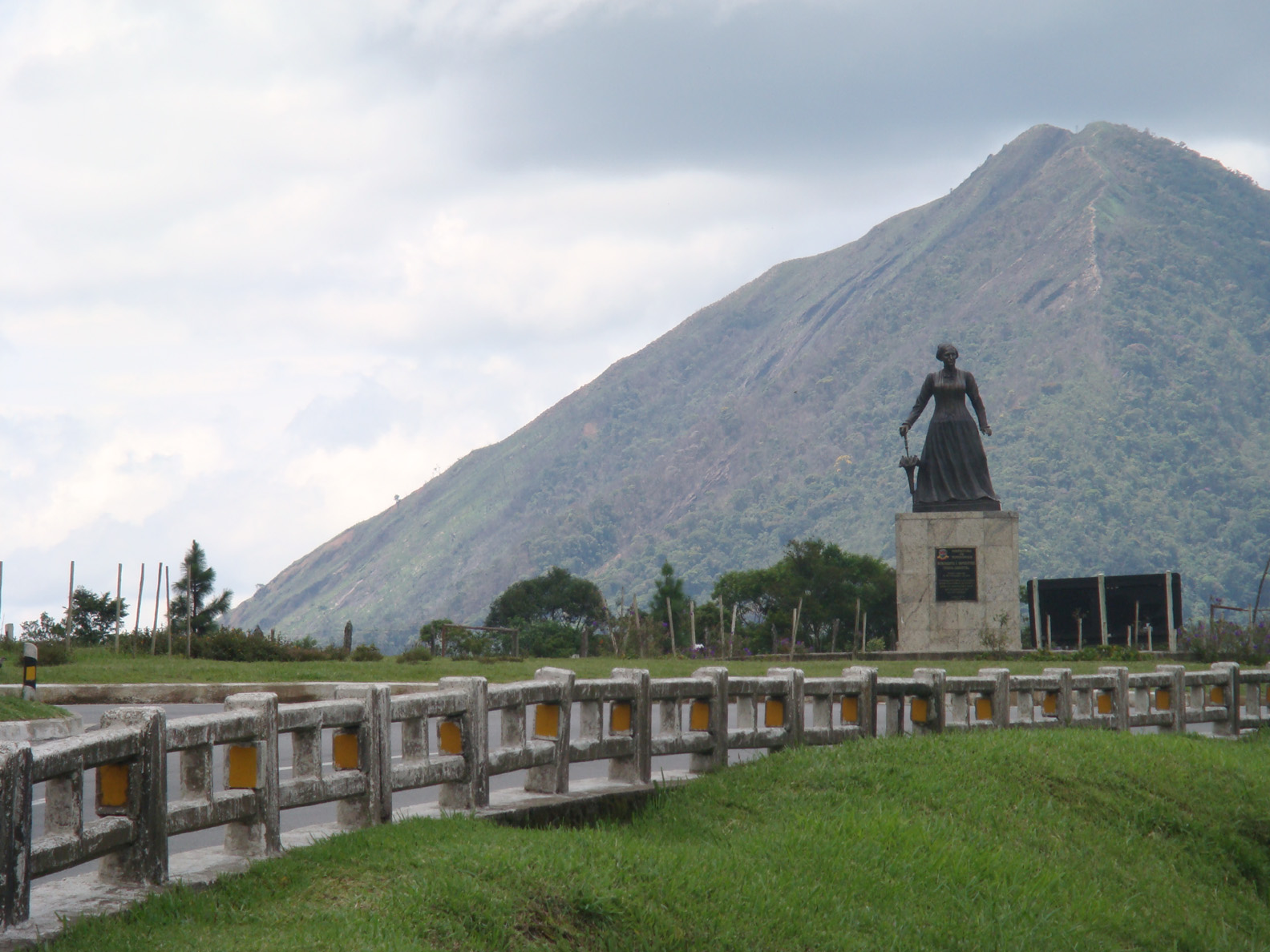
Statue of Empress Teresa Cristina at the entrance of Teresópolis
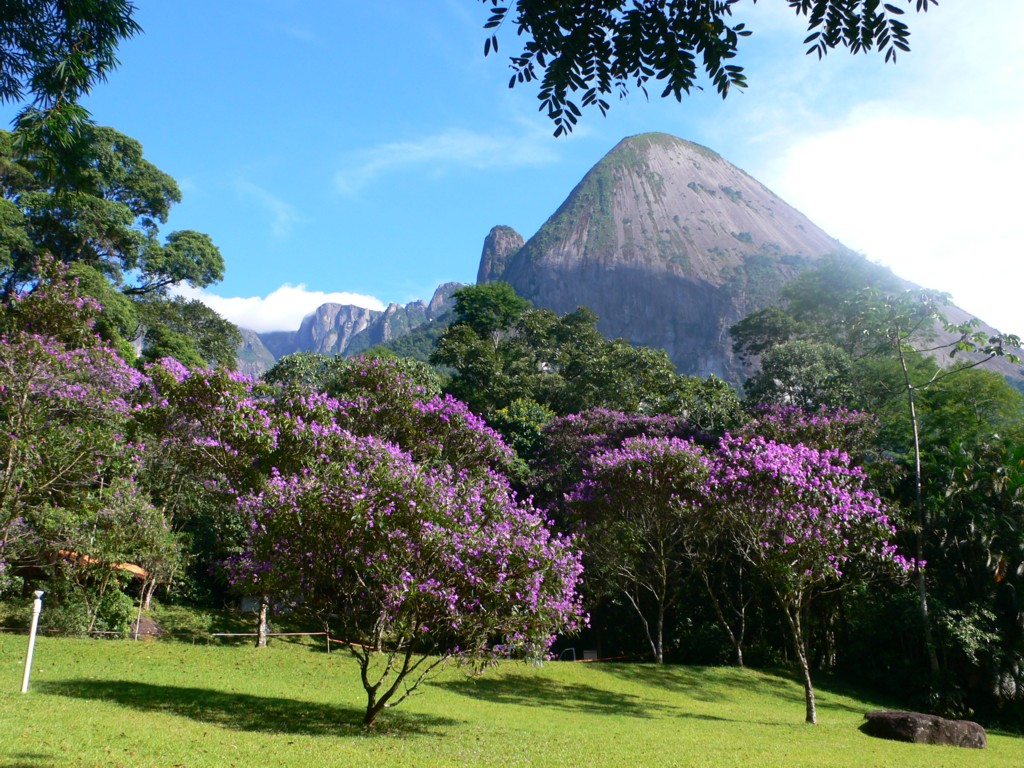
Serra do Mar

## Đô thị kết nghĩa
- Rio de Janeiro